# Internorm
Internorm ist eine Marke des österreichischen Fenster- und Türenherstellers „Internorm International GmbH“ mit Firmensitz in Traun. Das Unternehmen wird in der 3. Generation als Familienunternehmen geführt.
Internorm vertrieb seine Produkte laut einem Bericht des Industriemagazins vom März 2023 mit einer Exportquote von über 64 %. Im Jahr 2023 betrug der Gesamtumsatz 494 Mio. Euro.

## Geschichte
Die Geschichte des Fensterherstellers Internorm beginnt mit der Gründung einer Bau- und Konstruktionsschlosserei durch Eduard Klinger sen. im Jahr 1931. In den darauf folgenden Jahren konnte Eduard Klinger sen. sein Unternehmen vom Ein-Mann-Betrieb zu einem mittelständischen Metallbau-Unternehmen ausbauen. Im Jahr 1963 erwarb Eduard Klinger sen. die Lizenz für den Bau von Kunststoff-Fenstern in Österreich. Zu dieser Zeit fand der Werkstoff Kunststoff in Österreich noch so gut wie keine Verwendung.
Das Unternehmen begann im Jahr 1966 unter der Marke „Internorm“ Kunststofffenster zu produzieren. Erster Produktionsort war der heutige Firmensitz Traun in Oberösterreich. Eduard Klinger sen. beteiligte im Jahr 1967 seine Kinder Eleonore, Eduard jun. und Helmut am Unternehmen. Unter der Leitung der zweiten Generation entwickelte sich Internorm zum österreichischen Marktführer am Fenstermarkt. Das rasche Wachstum des Unternehmens erforderte einen weiteren Produktionsstandort, den Internorm durch den Erwerb eines Fensterherstellers in Sarleinsbach im Jahr 1977 fand.
Ein dritter Standort für die Produktion von Kunststofffenstern wurde 1980 in St. Andrä-Wördern in Niederösterreich eröffnet. 1993 wurde dieses Werk wieder geschlossen und der Vertrieb für Ost-Österreich neu organisiert. Die nach dem Firmengründer benannte Eduard-Klinger-Straße im örtlichen Industriegebiet erinnert noch heute an den damaligen Produktionsstandort.
Im Jahr 1997 zog sich die zweite Generation der Familie Klinger aus dem operativen Geschäft des Fensterherstellers Internorm zurück. Die Leitung des Unternehmens oblag nunmehr deren Kindern, Anette Klinger, Christian Klinger und Stephan Kubinger. 2002 gründete Internorm das „Internationale Fensternetzwerk IFN“ als neue Dachgesellschaft für alle Unternehmensgesellschaften. Die Marke „Internorm“ wurde als eigenes Geschäftsfeld verselbständigt.
2007 wurde der erste Internorm-Flagshipstore in Pasching eröffnet. In Österreich folgten weitere Flagshipstores in Wien und Innsbruck. Im März 2012 führte Internorm laut einer Produktplatzierung bei baulinks.de eine Reihe von Innovationen bzw. Technologien unter den Namen „I-tec“ ein. Im Jahr 2021 meldete Internorm über 27,5 Millionen produzierte Fenster- und Türeneinheiten.

## Vertrieb
Internorm ist mit Vertriebsniederlassungen in den Absatzmärkten Österreich, Deutschland, Schweiz, Italien, Frankreich, Slowenien, Kroatien, Ungarn, Tschechien, Slowakei und Großbritannien tätig. Die Produkte werden europaweit über mehr als 1.300 Vertriebspartner in den genannten Märkten sowie in Luxemburg, Liechtenstein, Belgien, Rumänien, Polen, Niederlande, Griechenland, Irland, Spanien, Russland, Kanada und USA verkauft. Sämtliche Produkte werden in drei Werken, die sich alle in Österreich befinden, hergestellt.

## Produkte

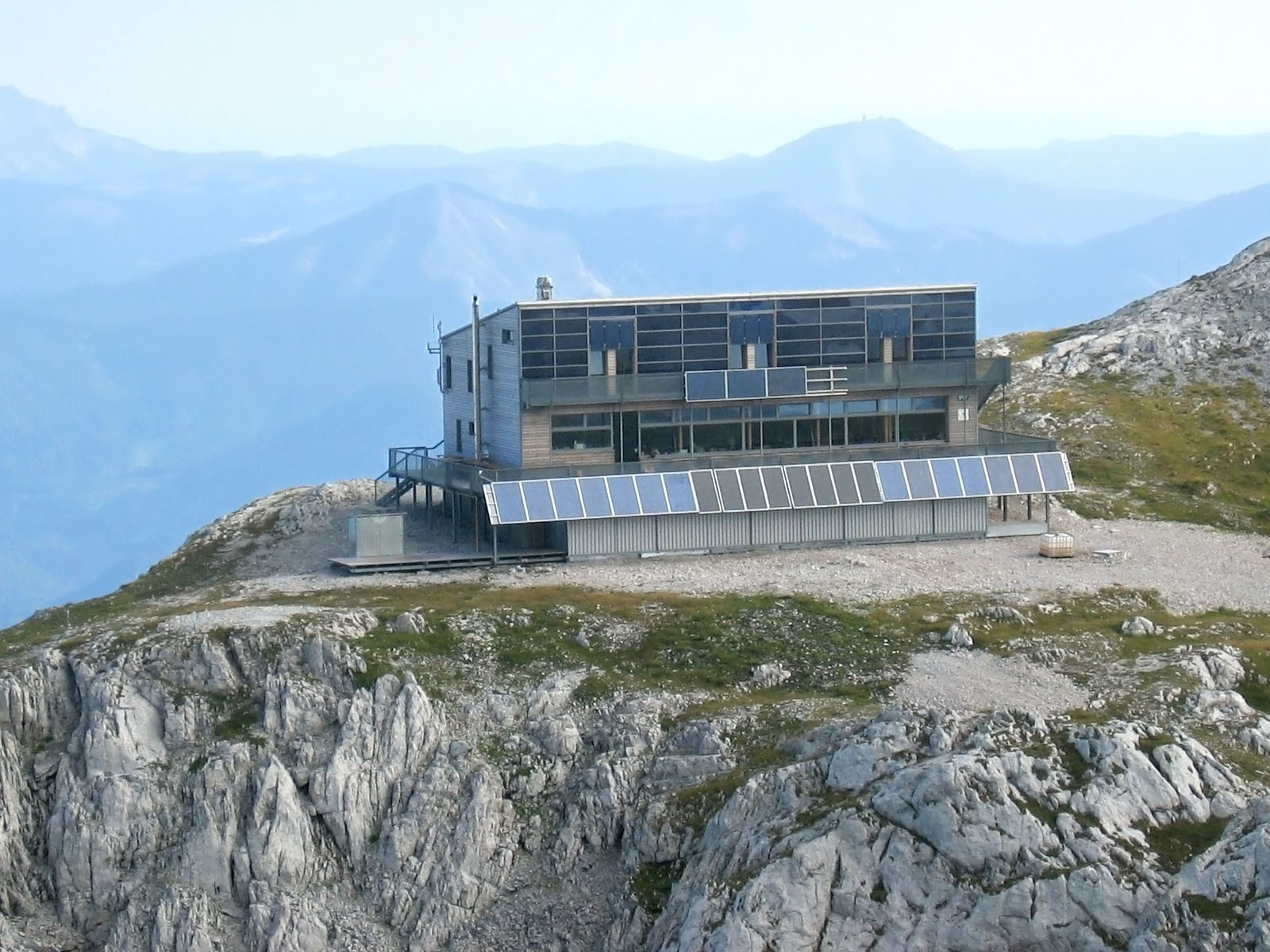
Schiestlhaus: Passivhaus mit Fenstern und Türen von Internorm

Internorm produziert und vertreibt Fenster, Türen und passendes Zubehör. Bei Fenstern liegt der Schwerpunkt auf Kunststoff-Fenstern, Kunststoff/Aluminium-Fenstern und Holz/Aluminium-Fenstern. Im Bereich Türen stellt Internorm Aluminium-Türen, Holz/Aluminium-Türen und Hebeschiebetüren her. Die Zubehörpalette umfasst Sonnenschutz, Insektenschutz, Gläser und Fenster- & Türengriffe.

## Standorte
Am Standort Traun befindet sich die Unternehmenszentrale des internationalen Fensternetzwerks (IFN) und der „Internorm International GmbH“. Alle zentralen Bereiche, der Vorstand und die Verwaltung sind hier angesiedelt. Neben der Isolierglas- und Sicherheitsglas-Produktion werden in Traun spezielle Kunststoff-Produkte wie Rund- und Schrägfenster sowie Verbundfenster, Kunststoff/Aluminium-Fenster, Aluminium-Fensterläden, und Aluminium-Haustüren gefertigt.
Das Werk in Sarleinsbach wurde 1977 eröffnet. Internorm war im Jahr 2017 mit rund 700 Beschäftigten der größte Arbeitgeber in dieser Region. Mehr als 2.700 Kunststoff- und Kunststoff/Aluminium-Fenstern wurden hier pro Tag zu dieser Zeit gefertigt. Zudem zählte das Werk in diesem Jahr zu den größten Glasproduzenten in Oberösterreich.
Im Werk Lannach, das seit 1982 besteht, werden die Holz/Aluminium-Produkte von Internorm, vorwiegend mit Holz aus der Steiermark, hergestellt. An diesem Standort wurden im Jahr 2018 rund 400 Mitarbeiter beschäftigt.

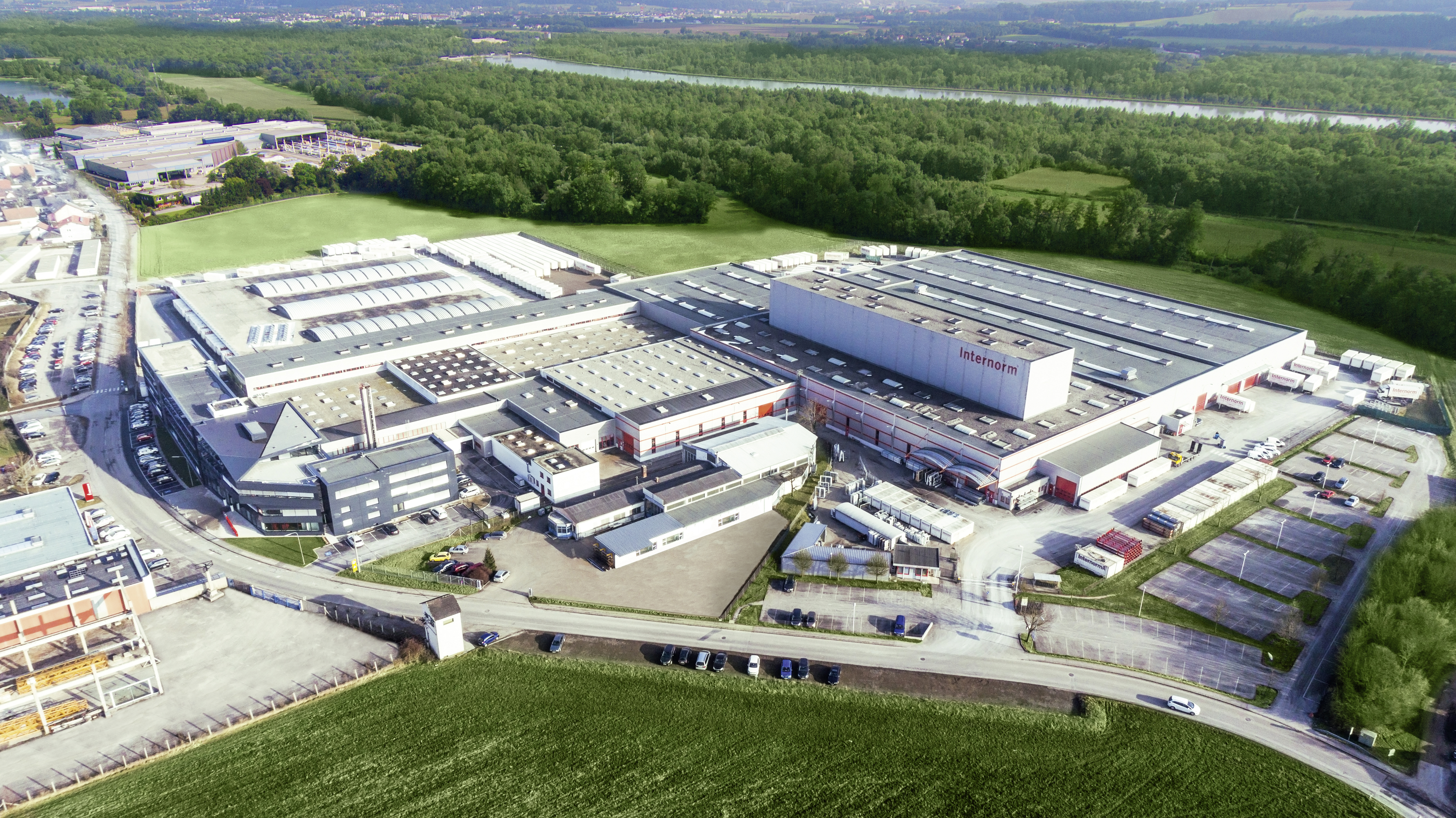
Internorm Werk Traun
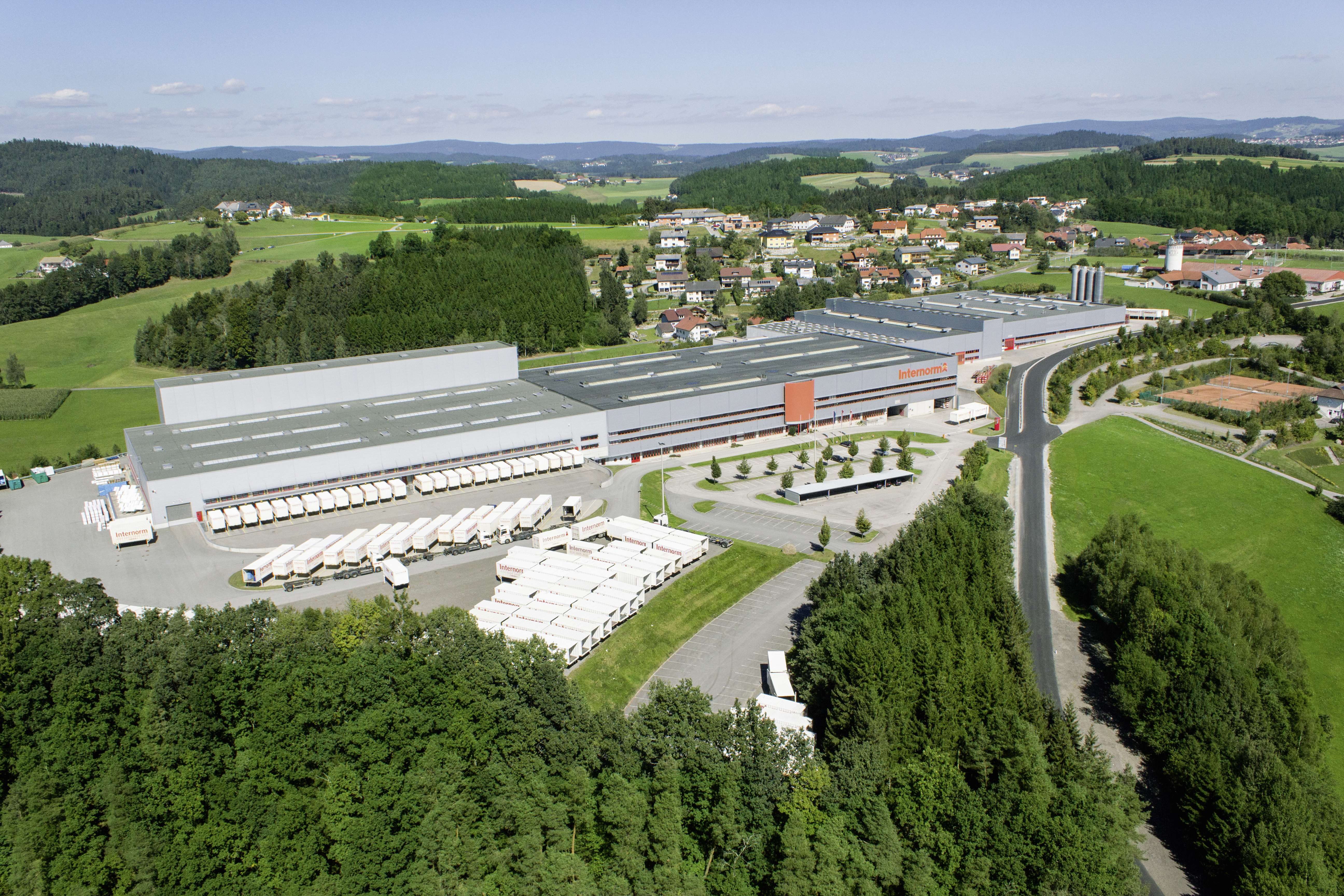
Internorm Werk Sarleinsbach
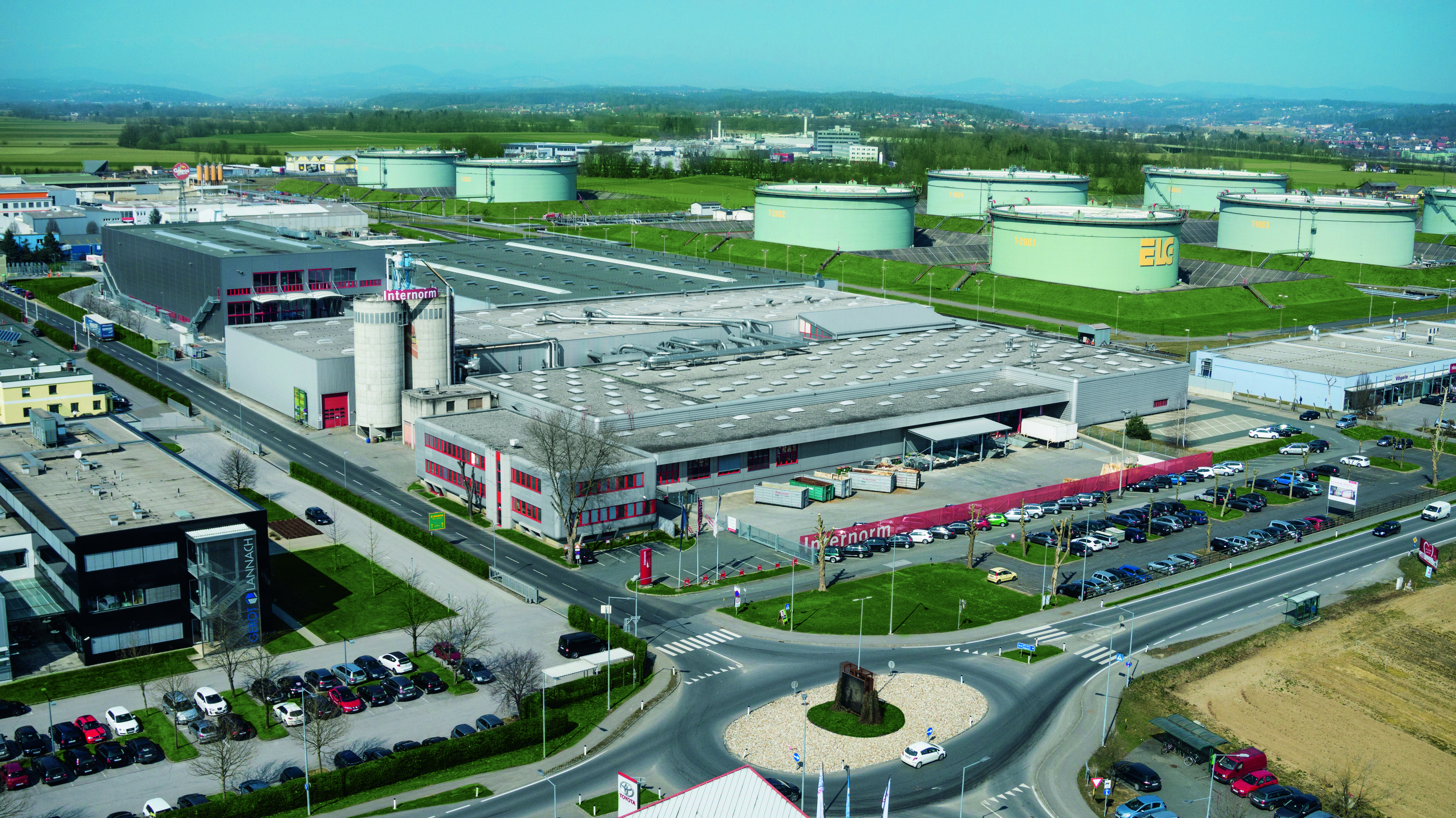
Internorm Werk Lannach